# Saint-Cyr-le-Chatoux
Saint-Cyr-le-Chatoux é uma comuna francesa na região administrativa de Auvérnia-Ródano-Alpes, no departamento de Ródano. Estende-se por uma área de 6,28 km². Em 2010 a comuna tinha 156 habitantes (densidade: 24,8 hab./km²).